# النمسا تحت حكم الاشتراكية القومية

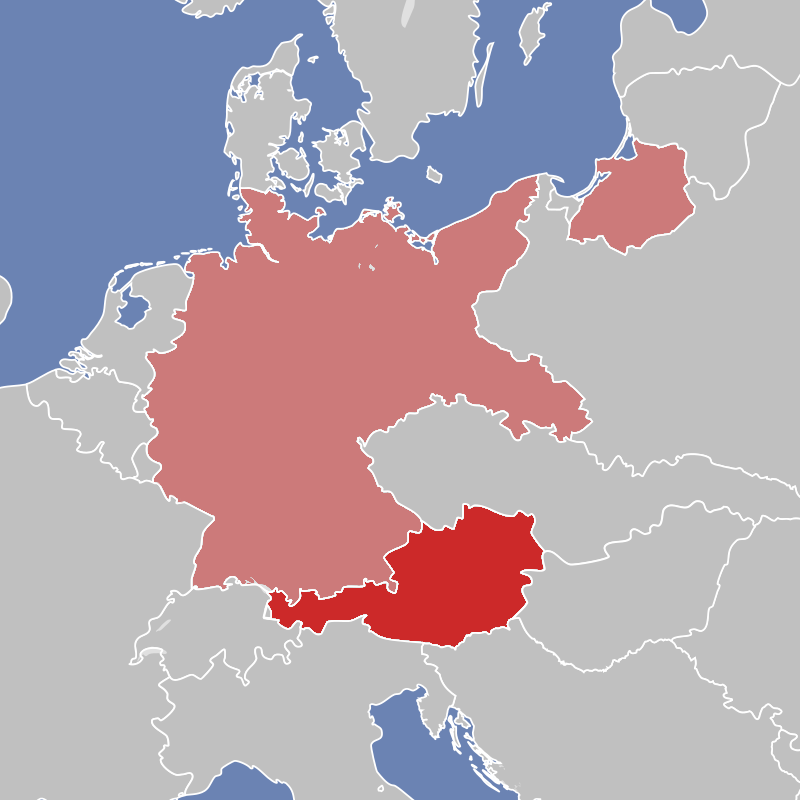
النمسا ضمن ألمانيا النازية.

تصف عبارة النمسا تحت حكم الاشتراكية القومية الفترة من تاريخ النمسا التي بدأت في 12 مارس 1938 حين ألحِقت النمسا بألمانيا النازية (الحدث المعروف باسم «آنشلوس») وامتدت حتى نهاية الحرب العالمية الثانية في عام 1945.

## البداية التاريخية
لطالما ساد الخلاف حول نشأة الاشتراكية القومية في النمسا، ولم تزل تلك النشأة موضع نقاش. نظر البروفيسور أندرو غلادينغ وايتسايد إلى انبثاق النسخة النمساوية من الاشتراكية القومية على أنه وليدة النزاع الألماني التشيكي حول الإمبراطورية النمساوية متعددة القوميات، ورفض الرأي القائل إن هذا الانبثاق كان سلفًا للنازية الألمانية.
في عام 1918، في نهاية الحرب العالمية الأولى، مع انفصال الإمبراطورية النمساوية المجرية متعددة القوميات، ومع اندثار ملكية هابسبورغ، كان ثمة ثلاث جماعات سياسية كبرى تتنافس فيما بينها داخل جمهورية النمسا الجديدة، وهي: الحزب الديمقراطي الاشتراكي النمساوي، والحزب الاشتراكي المسيحي، واتحاد ألمانيا العظمى القومي (بالألمانية: Großdeutsche Vereinigung)، الذي تحول إلى حزب شعب ألمانيا العظمى (بالألمانية: Großdeutsche Volkspartei) في عام 1920. آنذاك، لم تكن الأحزاب الأصغر، مثل الحزب الشيوعي النمساوي (بالألمانية: Kommunistische Partei Österreichs) والاشتراكيين القوميين النمساويين متمثلين بحزب العمال الألماني القومي الاشتراكي DNSAP (بالألمانية: Deutsche Nationalsozialistische Arbeiterpartei)، حاضرة ضمن المجلس الإمبراطوري (بالألمانية: Reichsrat) ولا ضمن المجلس الوطني (بالألمانية: Nationalrat).
كان كل من الحزب الديمقراطي الاشتراكي النمساوي وحزب شعب ألمانيا العظمى وحزب العمال الألماني القومي الاشتراكي –لأسباب مختلفة– يناصر بوضوح الوحدة الألمانية النمساوية ضمن الدولة الألمانية، التي كانت قد تحولت إلى جمهورية هي الأخرى بحلول ذلك الوقت (جمهورية فايمار). وكان الحزب الاشتراكي المسيحي يميل أيضًا إلى مناصرة الوحدة، لكن أعضائه اختلفوا أول الأمر حول موضوع آخر – كانوا منقسمين حيال فكرة استمرار الحكم الملكي عوضًا عن الجمهوري. بينما كان الحزب الشيوعي النمساوي هو الوحيد الذي اصطف بحسم ضد إلحاق النمسا بألمانيا خلال عقدي العشرينيات والثلاثينيات من القرن العشرين، في حين اصطف مناصرو الملكية ضد الإلحاق أول الأمر لكنهم تحولوا إلى مناصرته، بعد فشل جمهورية بافاريا السوفييتية، وترؤس حكومة محافظة لألمانيا. قضت معاهدة سان جرمان، التي وُقعت في 10 سبتمبر 1919 من قبل كارل رينر (من الحزب الديمقراطي الاشتراكي النمساوي)، المستشار الأول للجمهورية، بالحظر الحاسم لأي وحدة مع ألمانيا، وألغت الملكية، وأعلنت الجمهوريةَ النمساوية الأولى دولةً مستقلة بصيغة واضحة.

## الجمهورية النمساوية الأولى
أغضب قيام الجمهورية النمساوية الأولى العديد من معتنقي القومية الجرمانية بين النمساويين ممن زعموا أن الجمهورية انتهكت المبادئ الأربعة عشر التي أعلنها رئيس الولايات المتحدة وودرو ويلسون خلال محادثات السلام، وعلى وجه التحديد حق «حق تقرير المصير» لكل الشعوب.
اتسمت الحياة والسياسة في السنوات الأولى بمشاكل اقتصادية خطيرة (فقدان المناطق الصناعية والموارد الطبيعية التابعة لتشيكوسلوفاكيا التي استقلت إلى جانب التضخم المفرط) وتوتر مطرد بين الجماعات السياسية المختلفة. من عام 1918 حتى عام 1920، خضعت الحكومة لقيادة الحزب الديمقراطي الاشتراكي وبعده قادها الحزب الاشتراكي المسيحي بالائتلاف مع القوميين الجرمان.
في 31 مايو 1922، أصبح الأسقف إغناتس زايبل مستشار الحكومة الاشتراكية المسيحية، ونجح في تحسين الوضع الاقتصادي مع مساعدة مالية من قبل عصبة الأمم (إصلاح نقدي). من الناحية الأيديولوجية، كان زايبل مناهضًا للشيوعية بشكل واضح وفعل كل ما في سلطته لتخفيض نفوذ الديمقراطيين الاشتراكيين قدر الإمكان – نظر كلا الطرفين إلى هذا على أنه صراع بين طبقتين اجتماعيتين.
حصر الحلفاء عداد الجيش النمساوي بـ 30,000 رجل وكانت قوة الشرطة ضعيفة التجهيز. بحلول عام 1918، كانت أولى منظمات الحرس الوطني قد تأسست بالفعل، مثل قوات نضال كيرنتن الدفاعي (بالألمانية: Kärntner Abwehrkampf). وفي منطقة التيرول عام 1920، بدأ عمل أول حرس وطني (بالألمانية: Heimwehr) تحت إمرة ريشارد شتايدل بمساعدة منظمة إيشيرش البافارية، وسرعان ما حذت ولايات أخرى حذوها. في عام 1923، أردى أعضاء منظمة «أوستارا» المناصرة للملكية عاملًا بالرصاص، وأسس الديمقراطيون الاشتراكيون منظمة حماية خاصة بهم. وشُكلت جماعات شبه عسكرية أخرى بعد ذلك من جنود سابقين وأعضاء تابعين للكنيسة الرومانية الكاثوليكية، وكانت منظمة حماة أرض الآباء (بالألمانية: Vaterländische Schutzbund) من الاشتراكيين القوميين، وشكلت فيما بعد كتيبة العاصفة (بالألمانية: Sturmabteilung) النمساوية.
كان حزب العمال الألماني قد تأسس بالفعل في بوهيميا منذ عام 1903، إذ كانت بوهيميا آنذاك جزءًا من الإمبراطورية النمساوية المجرية. وساند القومية الجرمانية ومناهضة رجال الدين، بيد أنه لم يكن معاديًا للسامية على وجه الخصوص أول الأمر. ناصر هذا الحزب بشكل أساسي قضية جعل النمسا وشعب النمسا الجرماني جزءًا من ألمانيا. وفي عام 1909، انضم المحامي فالتر ريل إلى الحزب وأصبح قائده في عام 1918. ولم يلبث اسم الحزب طويلًا بعد ذلك حتى تغير إلى «حزب العمال الألماني القومي الاشتراكي DNSAP». بعد سقوط الملكية، انشق الحزب إلى حزبين أحدهما تشيكوسلوفاكي والآخر نمساوي بقيادة ريل. وبدءاً من عام 1920، بدأ هذا الحزب النمساوي يعمل بتعاون وثيق مع حزب العمال الألماني الذي تشكل في ميونيخ ثم حزب العمال القومي الاشتراكي الألماني NSDAP (بالألمانية: Nationalsozialistische Deutsche Arbeiterpartei)، الذي قاده أدولف هتلر بعد عام 1921. وفي عام 1923، كان حزب ريل يضم نحو 23,000 عضو وشكّل عاملًا أساسيًا في سياسة النمسا، ثم حدث انشقاق آخر في عام 1924 فقاد كارل شولتس جماعة منشقة، ووقف الاثنان وإحداهما في وجه الآخر. في عام 1926، أسس ريشارد زوخينفيرت الفرع النمساوي من حزب هتلر القومي الاشتراكي الألماني في فيينا. وفي تلك الفترة، شكل بينيتو موسوليني نظامه الديكتاتوري الفاشي في إيطاليا وأصبح حليفًا هامًا لليمين المتطرف.
لم يحرز الاشتراكيون القوميون النمساويون المرتبطون بنازيي هتلر سوى 779 صوتاً في الانتخابات العامة عام 1927. وكانت أقوى التكتلات بالإضافة إلى الديمقراطيين الاشتراكيين تتمثل في ائتلاف وحدة قاده الحزب الاشتراكي المسيحي لكنه ضم كذلك جماعات تابعة لريل وشولتس. وفي خضم هذه السنوات اندلعت حركات عنف خطيرة متكررة بين الفرق المسلحة المختلفة وكان القتل يحدث بانتظام. في الانتخابات العامة لعام 1930، كان الديمقراطيون الاشتراكيون هم الحزب المستقل الأكبر، وحل الحزب الاشتراكي المسيحي في المرتبة الثانية لكنه ظل يعمل ضمن ائتلاف مع أحزاب أصغر. لم يحرز الاشتراكيون القوميون النمساويون المرتبطون بحزب هتلر (NSDAP) سوى 3.6% من الأصوات وأخفقوا في دخول البرلمان. وخلال السنوات التالية، حصد النازيون أصواتًا على حساب الجماعات القومية الجرمانية المختلفة، التي كانت أيضًا تريد الوحدة مع ألمانيا. وبعد عام 1930، ضاعف حزب هتلر (NSDAP) مجموع أعضائه سنويًا بسبب الأزمة الاقتصادية، وكان أحد شعاراتهم يقول: «500,000 عاطل عن العمل – 400,000 يهودي – حل الخلاص بسيط: صوتوا للاشتراكيين القوميين».